# Khối tâm

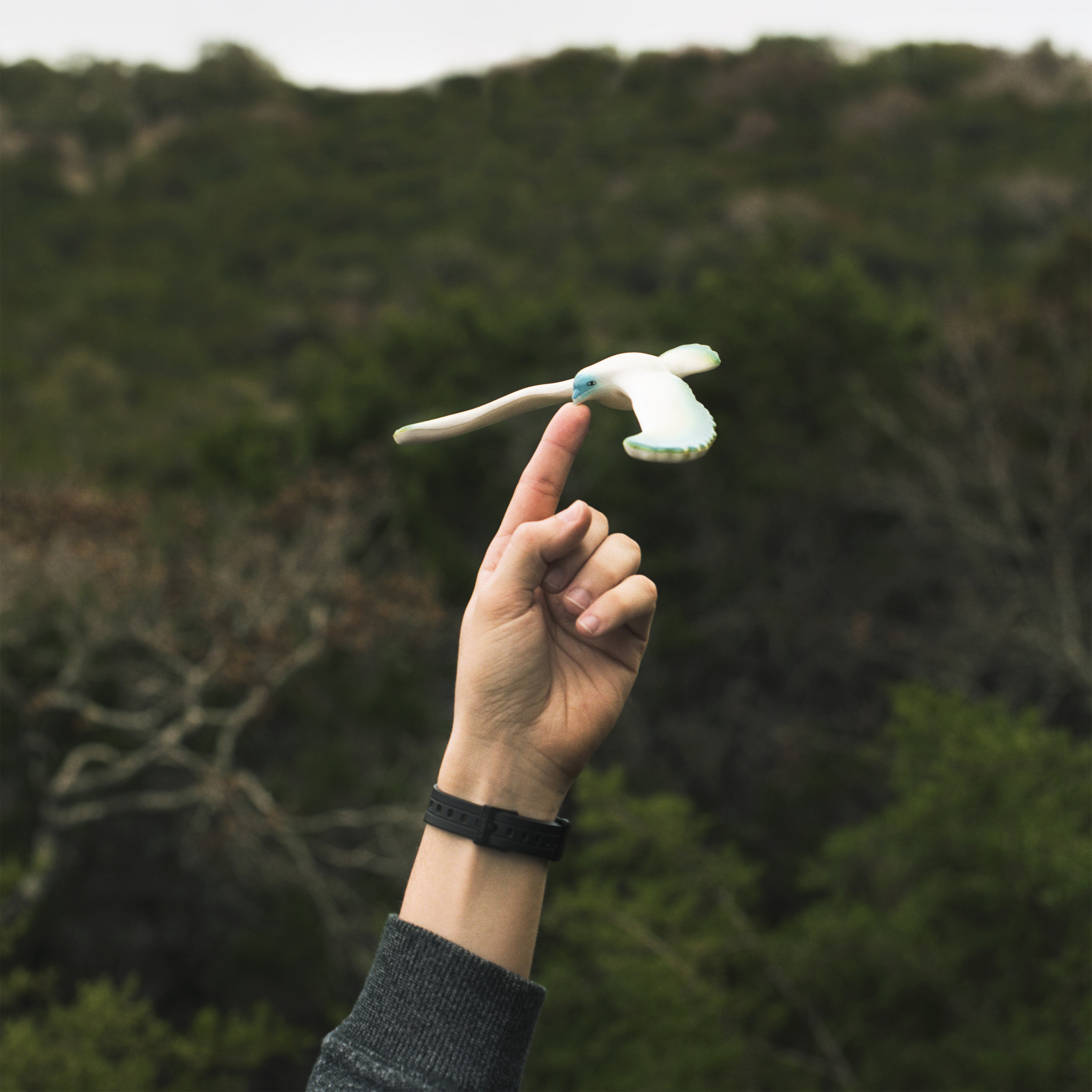
Khối tâm giúp con chim đồ chơi cân bằng trên ngón tay

Trong vật lí, khối tâm của một vật thể (còn thường được gọi là điểm cân bằng) là điểm trung bình theo phân bố khối lượng của vật thể. Đây là điểm mà khi bị tác dụng lực sẽ gây ra gia tốc tuyến tính mà không gây ra gia tốc góc. Tính toán trong động lực học thường được đơn giản hóa khi được tính bằng khối tâm. Nó là một điểm lý thuyết mà toàn bộ khối lượng của vật được giả định là tập trung tại điểm đó để mô tả chuyển động. Nói một cách khác, khối tâm là điểm duy nhất của một vật thể xác định để áp dụng các định luật chuyển động của Newton khi coi vật là chất điểm. 
Trong trường hợp của một vật thể rắn, khối tâm được cố định so với vật thể, và nếu vật thể là các vật đồng chất, khối tâm sẽ được xác định ở trọng tâm hình học của vật thể. Khối tâm có thể được xác định ở bên ngoài vật thể, như trường hợp đối với các vật thể rỗng hoặc có hình dạng mở. Trong trường hợp khối tâm của một hệ vật, như trường hợp của các hành tinh trong hệ mặt trời, khối tâm có thể không tương ứng với vị trí của bất kỳ vật riêng lẻ nào trong hệ. 

## Định nghĩa
Khối tâm là điểm duy nhất tại trung tâm của sự phân bố khối lượng trong không gian có đặc tính là các vectơ vị trí có trọng số liên quan đến điểm này tổng bằng không.

### Đối với một hệ điểm:
Trong trường hợp đối với một hệ điểm Pi, i = 1, …, n , với từng khối lượng mi được đặt trong không gian với các tọa độ ri, i = 1, …, n , tọa độ R của khối tâm thỏa mãn điều kiện:
{\displaystyle \sum _{i=1}^{n}m_{i}({\vec {\mathbf {r} }}_{i}-{\vec {\mathbf {R} }})=\mathbf {0} .}
Giải phương trình này cho tọa độ của R :
{\displaystyle {\vec {\mathbf {R} }}={\frac {1}{M}}\sum _{i=1}^{n}m_{i}{\vec {\mathbf {r} }}_{i},}
trong đó {\displaystyle M=\sum _{i=1}^{n}m_{i}} là tổng khối lượng các điểm

### Đối với một vật có thể tích liên tục:
Nếu khối lượng được phân bố liên tục với khối lượng riêng ρ(r) trong một khối Q,thì tích phân tọa độ vị trí có trọng số của các điểm trong thể tích này đối với khối tâm R trong thể tích V bằng 0, nghĩa là:
{\displaystyle \iiint \limits _{Q}\rho ({\vec {\mathbf {r} }})({\vec {\mathbf {r} }}-{\vec {\mathbf {R} }})dV=0.}
Giải phương trình này cho tọa độ của R
{\displaystyle {\vec {\mathbf {R} }}={\frac {1}{M}}\iiint \limits _{Q}\rho ({\vec {\mathbf {r} }}){\vec {\mathbf {r} }}dV}
Với M là tổng khối lượng của thể tích V
Nếu một khối lượng phân bố liên tục với khối lượng riêng không đổi, nghĩa là ρ =const, thì khối tâm sẽ nằm ở trọng tâm hình học của vật.
Trong trường hợp cơ bản nhất là khi xét trên mặt phẳng có khối lượng riêng không đổi, khi đó R sẽ có tọa độ:
{\displaystyle {\vec {\mathbf {R} }}={\frac {1}{M}}\int _{}{\vec {\mathbf {r} }}\,dm}
Trong trọng trường đều, khối tâm của vật thể trùng với trọng tâm của nó.